# Bernard Pullman
Bernard Pullman (né le 19 mars 1919 à Włocławek en Pologne et mort le 9 juin 1996 à Paris) est un chimiste et biochimiste quantique théoricien français.

## Biographie
Bernard Pullman commença ses études supérieures à la Sorbonne (Paris), puis s'engagea dans les Forces françaises libres et y servit comme officier du génie en Afrique et au Moyen-Orient durant la Seconde Guerre mondiale. Il revint à Paris en 1946, où il acheva une licence ès sciences la même année et obtint un doctorat en sciences en 1948. De 1946 à 1948, il travailla pour le CNRS. Il fut nommé en 1954 professeur à la Sorbonne, puis, en 1959, prit la direction du département de biochimie théorique de l'Institut de biologie physico-chimique. En 1963, il devint directeur de ce laboratoire. Il fut l'un des membres fondateurs de l'Académie internationale des sciences moléculaires quantiques, dont il fut également président. Il fut également président de l'International Union of Pure and Applied Biophysics.
Bernard Pullman publia, durant sa carrière, environ quatre cents articles scientifiques et cinq livres, dont trois publiés avec sa femme Alberte Pullman avec qui il collabora toute sa vie. Dans des travaux communs publiés dans les années 1950 et 1960, ils fondèrent le nouveau champ de la  biochimie quantique et à ce titre, Bernard Pullman fut nommé président honoraire de l'International Society of Quantum Biology. Ils furent aussi parmi les pionniers dans l'utilisation de la chimie quantique afin de prédire les propriétés cancérogènes des hydrocarbures aromatiques.
Après sa retraite en 1989, il écrivit L'atome dans l'histoire de la pensée humaine, un travail de vulgarisation.

## Décorations
- Officier de la Légion d'honneur
- Commandeur de l'ordre national du Mérite

## Distinctions
- Membre de l'Académie des sciences
- Membre de l'Académie pontificale des sciences
- Membre honoraire des académies des sciences d'URSS, d'Inde, de Hongrie, d'Allemagne de l'Est, de Pologne, de Tchécoslovaquie, de l'Académie royale de pharmacie d'Espagne, de l'Académie de médecine de Turin, de l'Academia dei Fisiocratici de Sienne.
- Docteur honoris causa de l'université de Liège, de l'université d'Uppsala, de l'université complutense de Madrid, de l'université de Turin, l'université hébraïque de Jérusalem et de l'Institut Weizmann.